# Cécile Chaminade
Cécile Louise Stéphanie Chaminade (ur. 8 sierpnia 1857 w Paryżu, zm. 13 kwietnia 1944 w Monte Carlo) – francuska kompozytorka i pianistka.
Brała prywatne lekcje muzyki u Augustina Savarda i Martina Pierre'a Marsicka. Kompozycję studiowała u Benjamina Godarda. Jako pianistka zadebiutowała w wieku 18 lat. Koncertowała najpierw we Francji, później w całej Europie i w Ameryce Południowej. W roku 1901 wyszła za wydawcę muzycznego Louis Mathieu Carbonela. Skomponowała około 150 pieśni w stylu salonowym.  W 1913 odznaczona została Legią Honorową.

## Główne dzieła
- Les Amazones, op. 26 – symfonia dramatyczna
- Concerstück na fortepian i orkiestrę, op. 40
- Concertino na flet i orkiestrę, op. 107
- La Sévillane, op. 10 – opera komiczna
- Callirhoë, op. 37 – balet